# Pentacalia vargasiana
Pentacalia vargasiana là một loài thực vật có hoa trong họ Cúc. Loài này được (Cabrera) H.Rob. & Cuatrec. mô tả khoa học đầu tiên năm 1993.